# حكومة رشيد كرامي التاسعة
الحكومة اللبنانية الواحدة والخمسون بعد الاستقلال، والسابعة والأخيرة بعهد الرئيس سليمان فرنجية، وهي تاسع حكومة يترأسها رشيد كرامي. شكلت الحكومة بموجب المرسوم رقم 10503 بتاريخ 1 تموز / يوليو 1975، ونالت الثقة بموجب 80 صوتاً بالإجماع، واستمرت الحكومة بأعمالها إلى تاريخ 9 كانون الأول / ديسمبر 1976 عند تشكيل أول حكومة في عهد الرئيس إلياس سركيس.

## أعضاء الحكومة
- رشيد كرامي رئيساً لمجلس الوزراء ووزيراً للدفاع الوطني ووزيراً للإعلام ووزيراً للمالية.
- مجيد أرسلان وزيراً للإسكان والتعاونيات ووزيراً للزراعة.
- عادل عسيران وزيراً للأشغال العامة والنقل ووزيراً للاقتصاد والتجارة ووزيراً للعدل.
- كميل شمعون وزيراً للبرق والبريد والهاتف ووزيراً للداخلية ووزيراً للموارد المائية والكهربائية.
- فيليب تقلا وزيراً للخارجية والمغتربين ووزيراً للتربية الوطنية والفنون الجميلة ووزيراً للتصميم العام.
- غسان تويني وزيراً للسياحة ووزيراً للصناعة والنفط ووزيراً للعمل والشئون الاجتماعية.

### تعديلات حكومية
- في 16 حزيران / يونيو 1976 أصدر الرئيس سليمان فرنجية مرسوماً أقال بموجبه الوزير فيليب تقلا من مناصبه حيث أعتبره مستقيلاً من الوزارة كونه انقطع عن مزاولة مهامه منذ مدة طويلة، كما أصدر مرسوماً عين بموجبه كميل شمعون بالإضافة لعملة نائباً لرئيس مجلس الوزراء ووزيراً للخارجية والمغتربين ووزيراً للتربية الوطنية والفنون الجميلة ووزيراً للتصميم العام.
- في 15 أيلول / سبتمبر 1976 أجري تعديل حكومي على الحكومة تم بموجبه تعيين وزيراً جديداً وتغيير في توزيع بعض الحقائب الوزارية، ليصبح تشكيل الحكومة كالتالي:
  - رشيد كرامي رئيساً لمجلس الوزراء وزيراً للإسكان والتعاونيات ووزيراً للزراعة ووزيراً للسياحة.
  - كميل شمعون نائباً لرئيس مجلس الوزراء ووزيراً للخارجية والمغتربين ووزيراً للدفاع الوطني ووزيراً للداخلية.
  - مجيد أرسلان وزيراً للأشغال العامة والنقل ووزيراً للموارد المائية والكهربائية.
  - غسان تويني وزيراً للإعلام ووزيراً للصناعة والنفط ووزيراً للعمل والشئون الاجتماعية.
  - جورج سكاف وزيراً للاقتصاد والتجارة ووزيراً للبرق والبريد والهاتف ووزيراً للمالية.
  - عادل عسيران وزيراً للتربية الوطنية والفنون الجميلة ووزيراً للتصميم العام ووزيراً للعدل.

## وصلات خارجية
- موقع رئاسة مجلس الوزراء الرسمي